# Christine Ko
Christine Ko (chiń. trad. 葛曉潔, chiń. upr. 葛晓洁, pinyin Gé Xiǎojié) (ur. 3 sierpnia 1988 w Chicago) – amerykańska aktorka tajwańskiego pochodzenia.

## Życiorys
Ko urodziła się w Chicago w stanie Illinois i wychowała w Atlancie w stanie Georgia. Lata gimnazjum spędziła w Tajpej na Tajwanie, gdzie nauczyła się mówić chińskim językiem mandaryńskim, zanim wróciła do Georgia, aby ukończyć szkołę średnią, a później studia na Georgia State University.

### Kariera
Zanim odniosła sukces w Ameryce, na początku 2010 roku, miała krótką karierę na Tajwanie. W 2017 roku Ko dołączyła do obsady serialu telewizyjnego Hawaii Five-0. Wystąpiła także gościnnie w serialu komediowym HBO Gracze. Obecnie występuje w serialu FXX Dave obok Dave'a Burda. Jej poprzednie osiągnięcia telewizyjne to serial komediowy CBS The Great Indoors i dramat ABC Iluzja.
W 2021 roku Ko współpracowała z piosenkarzem Justinem Bieberem, jako główna aktorka w teledysku do jego piosenki Hold On.

### Życie prywatne
Ko jest córką tajwańskiej piosenkarki Frankie Kao oraz aktorki Wen Chieh.
28 grudnia 2022 roku ogłosiła swoje zaręczyny ze scenarzystą i producentem Alanem Yangiem.

## Filmografia

### Film
| Rok  | Tytuł                      | Rola   |
| ---- | -------------------------- | ------ |
| 2017 | The Jade Pendant           | May    |
| 2018 | Grandmother's Gold         | Mona   |
| 2019 | Extracurricular Activities | Amy    |
| 2020 | Tigertail                  | Angela |
| 2020 | Blinders                   | Sam    |

### Telewizja
| Rok       | Tytuł                  | Rola           | Uwagi                                  |
| --------- | ---------------------- | -------------- | -------------------------------------- |
| 2012      | W sercu Hollywood      | Brenda         | 2 odcinki                              |
| 2015      | Gracze                 | Anna           | odcinek Saturdaze                      |
| 2016-2017 | The Great Indoors      | Emma           | w gł. obsadzie                         |
| 2017      | Adam Ruins Everything  | Tiffany        | odcinek Adam Ruins the Hospital        |
| 2018      | Hawaii Five-0          | Jessie Nomura  | 6 odcinków                             |
| 2018      | Iluzja                 | Vivian Song    | odcinek Divination                     |
| 2019      | AwanturNick            | pani Chang     | 2 odcinki                              |
| 2020      | Stumptown              | Cameron Dorsey | odcinek All Quiet On The Dextern Front |
| od 2020   | Dave                   | Emma           | w gł. obsadzie                         |
| 2020      | Upload                 | Mandy          | w gł. obsadzie                         |
| 2021      | Specjalista od niczego | Ashley         | odcinek Moments in Love, Chapter 4     |
| 2021      | Sweet Pecan Summer     | Amanda Lin     | film TV                                |
| 2021      | Just Beyond            | pani Fausse    | odcinek Unfiltered                     |
| 2022      | Zbrodnie po sąsiedzku  | Nina Lin       | [ 11 ]                                 |